# 161
161（百六十一、ひゃくろくじゅういち）は自然数、また整数において、160の次で162の前の数である。

## 性質
- 161は合成数であり、約数は 1, 7, 23 と 161 である。
  - 約数の和は192。
- 54番目の半素数である。1つ前は159、次は166。
- 26番目の回文数である。1つ前は151、次は171。
- 各位の和が8になる16番目の数である。1つ前は152、次は170。
- 各位の積が6になる9番目の数である。1つ前は132、次は213。(オンライン整数列大辞典の数列 A199988)
- 161 = 5 × 25 + 1
  - 5番目のカレン数である。1つ前は65、次は385。
  - 17番目のプロス数である。1つ前は145、次は177。
- 161 = 12 + 42 + 122 = 22 + 62 + 112 = 42 + 82 + 92 = 52 + 62 + 102
  - 3つの平方数の和4通りで表せる5番目の数である。1つ前は153、次は171。(オンライン整数列大辞典の数列 A025324)
  - 異なる3つの平方数の和4通りで表せる最小の数である。次は189。(オンライン整数列大辞典の数列 A025342)
  - 異なる3つの平方数の和 n 通りで表せる最小の数である。1つ前の3通りは101、次の5通りは206。(オンライン整数列大辞典の数列 A025415)
  - 161 = 42 + 82 + 92
    - n = 2 のときの 4n + 8n + 9n の値とみたとき1つ前は21、次は1305。(オンライン整数列大辞典の数列 A074541)
- 161 = 13 + 23 + 33 + 53
  - 4つの正の数の立方数の和で表せる35番目の数である。1つ前は156、次は163。(オンライン整数列大辞典の数列 A003327)
  - 異なる正の数の4つの立方数の和1通りで表せる2番目の数である。1つ前は100、次は198。(オンライン整数列大辞典の数列 A025408)
  - n = 3 のときの 1n + 2n + 3n + 5n の値とみたとき1つ前は39、次は723。
  - 161 = (3−1/2)2 + (5−1/2)2 + (7−1/2)2 + (11−1/2)2
- 161 = 2 × 92 − 1
  - x = 9 のときの チェビシェフ多項式T2(x) = 2x2 − 1 の値とみたとき1つ前は127、次は199。(オンライン整数列大辞典の数列 A056220)
- 161 = 152 − 64
  - n = 15 のときの n2 − 64 の値とみたとき1つ前は132、次は192。(オンライン整数列大辞典の数列 A098849)

## その他161に関連すること
- 西暦161年
- 日本プロ野球のシーズン最多打点は1950年に松竹ロビンスの小鶴誠選手が樹立した161打点である。
- 国鉄161系電車
- バッハ作曲のカンタータ「来たれ、汝甘き死の時よ」のBWV番号。
- 第161代ローマ教皇はゲラシウス2世（在位：1118年1月24日～1119年1月29日）である。
- 年始から161日目の日付は6月10日（閏年だと6月9日）。